# Cutleria wilmarthi
Cutleria wilmarthi és una espècie extinta de sinàpsid del grup dels esfenacodonts que visqué durant el Permià inferior en allò que avui en dia són els Estats Units. Se n'han trobat restes fòssils a Colorado. Es tracta de l'única espècie coneguda del gènere Cutleria. Encara es debat si és el representant més derivat dels «haptodontins» o un esfenacodòntid basal. El seu nom genèric, Cutleria, es refereix a la formació de Cutler, on en fou trobat l'holotip, mentre que el seu nom específic, wilmarthi, fou elegit en honor del seu descobridor, el geòleg V. R. Wilmarth.